# Hip Hip Hurra!
Hip Hip Hurra! er en dansk-norsk-svensk film fra 1987, med manuskript og instruktion af Kjell Grede, der handler om livet blandt kunstnere (især malere) i Skagen omkring år 1900.
Centralt står trekantdramet mellem P.S. Krøyer, Marie Krøyer og Hugo Alfvén. Filmtitlen refererer til P.S. Krøyers maleri Hip hip hurra! Kunstnerfest på Skagen
Filminstituttet foretrak Kjell Gredes manuskript frem for Jens Smærup Sørensen og Franz Ernsts "Lyset over Skagen", som er udkommet i bogform i 1986.[kilde mangler]

## Medvirkende
Blandt de medvirkende kan nævnes:
- Stellan Skarsgård som P.S. Krøyer
- Pia Vieth som Marie Krøyer
- Lene Brøndum
- Morten Grunwald som Michael Ancher
- Ulla Henningsen som Anna Ancher
- Jesper Christensen
- Karen-Lise Mynster
- Stefan Sauk som Hugo Alfvén
- Lene Tiemroth
- Ghita Nørby
- Ove Sprogøe som Josef Bonatzi
- Preben Lerdorff Rye
- Holger Boland
- Benny Poulsen som Edvard Brandes
- Erik Paaske
- Tove Maës
- Steen Kaalø
- Henning Jensen
- Jens Arentzen
- Tor Stokke som Bjørnstjerne Bjørnson
- Preben Østerfelt som Holger Drachmann